# أزرار العطاء (كتاب)
أزرار العطاء هو كتاب صدر عام 1914 للكاتبة الأمريكية جيرترود شتاين ويتكون من ثلاثة أقسام بعنوان "الأشياء" و"الطعام" و"الغرف". يتكون الكتاب القصير من قصائد متعددة تغطي الحياة اليومية الدنيوية. استخدام جيرترون شتاين التجريبي للغة يجعل القصائد غير تقليدية وموضوعاتها غير مألوفة.
بدأت جيرترون تأليف الكتاب في عام 1912 بالعديد من قصائد النثر القصيرة في محاولة "لإنشاء علاقة كلامية بين الكلمة والأشياء المرئية" باستخدام منظور واقعي. ثم نشرته في ثلاثة أقسام ككتابها الثاني في عام 1914.
أثار كتاب أزرار العطاء ردود فعل انتقادية مُتعارضة منذ نشره. تشتهر جيرترون بنهجها الحداثي في تصوير الأشياء اليومية وقد تمت الإشادة بها باعتبارها "تحفة من التكعيبية اللفظية".  يمكن القول إن قصيدتها الأولى، "إبريق، هذا زجاج أعمى"، هي الأكثر شهرة، وغالبًا ما يُستشهد بها باعتبارها واحدة من الأعمال الجوهرية للأدب التكعيبي. ومع ذلك، فقد انتُقد الكتاب أيضًا باعتباره "انتصارًا حداثيًا، وفشلًا ذريعًا، ومجموعة من الثرثرة المربكة وخدعة متعمدة".

## الروابط الخارجية
- Tender Buttons (full text)
- Tender Buttons public domain audiobook at LibriVox